# Volikov (Rusia)
Volikov (del ruso: Воликов) es un jútor del raión de Séverskaya, en el krai de Krasnodar de Rusia. Está situado en la orilla derecha del río Ubin, afluente del Afips, de la cuenca del Kubán, 3 km al este de Séverskaya y 30 km al suroeste de Krasnodar, la capital del krai. Tenía 16 habitantes en 2010.
Pertenece al municipio Séverskoye.